# Фонд Иша
Фонд Иша (англ. Isha Foundation) — некоммерческая, духовная организация, основанная Садхгуру в 1992 году. Находится в Йога Центре Иша недалеко от Коимбатура, Индия. Фонд предлагает программы йоги под маркой Иша Йоги и имеет более 9 миллионов добровольцев.

## Иша Йога

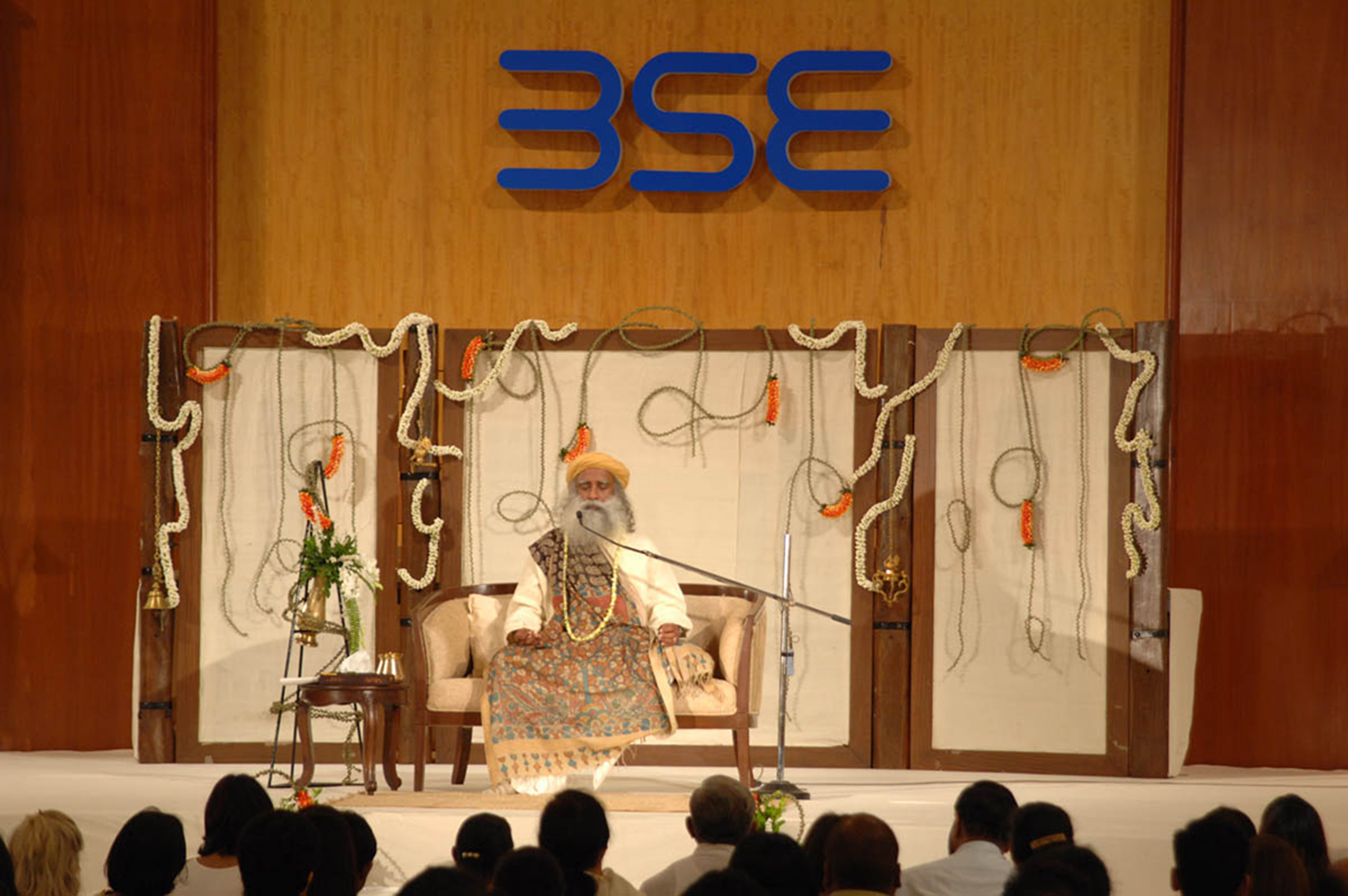
Садхгуру проводит занятие по Внутренней Инженерии в здании Бомбейской фондовой биржи, Мумбаи

Иша Йога — это марка, под которой Фонд Иша предлагает программы йоги. Слово иша означает "божество, не имеющее формы".
Занятия йогой также проводятся для корпоративных лидеров, чтобы познакомить их с тем, что Садхгуру называет "включающей экономикой". Чтобы привнести в сегодняшний экономический сценарий чувство сострадания и включенности.
В 1996 году был проведен курс йоги для Сборной Индии по хоккею. В 1997 году Фонд Иша начал проводить программы йоги в Соединенных Штатах, а в 1998 году были начаты занятия йогой для пожизненно заключенных в тюрьмах Тамилнада.

## Ашрамы
Организация основала два ашрама: Йога Центр Иша в горах Веллиангири недалеко от Коимбатура и Институт Внутренних Наук Иша в Макминнвилле, штат Теннесси.

## Деятельность
Фонд регулярно организует Махасатсанги с Садхгуру в Тамилнаде и Карнатаке, где он дает лекции, проводит медитации и вступает в беседы с людьми. Также оно организует ежегодные групповые паломничества на гору Кайлас и в Гималаи под названиями  Kailash Manasarovar Sojourn и Himalayan Dhyan Yatra. Паломничества на Кайлас во главе с Садхгуру являются одними из наиболее масштабных. В 2010 году в путешествии участвовало 514 паломников. 

## Инициативы

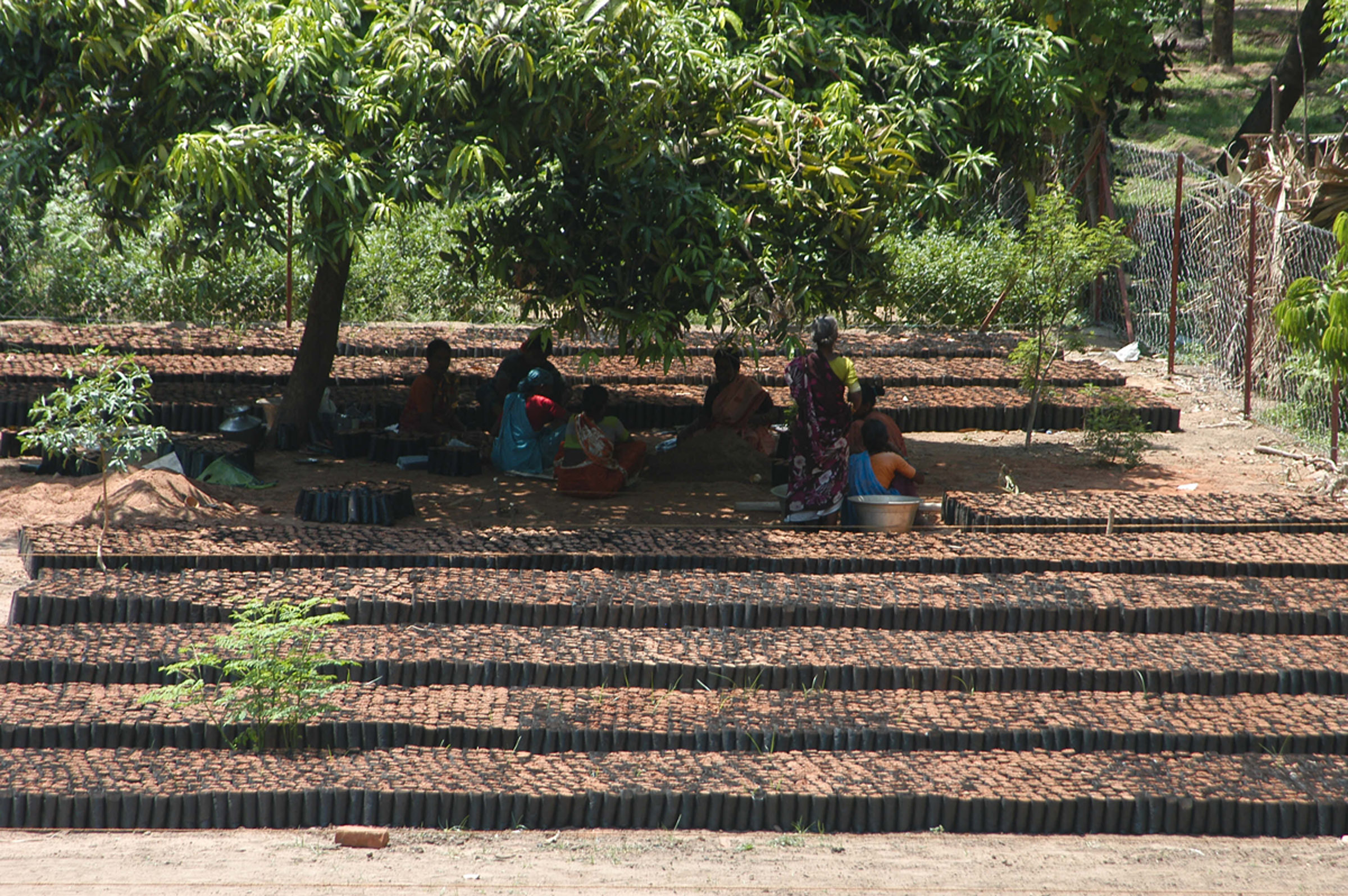
Саженцы готовятся для перевозки в рассадник проекта GreenHands

### Проект GreenHands
Проект GreenHands — основанная в 2004 году инициатива, направленная на восстановление экологического баланса и поддержание надлежащего состояния окружающей среды в Тамилнаде. В июне 2010 года проект был награжден правительством Индии премией Indira Gandhi Paryavaran Puraskar — высшей наградой, присуждаемой организациям и частным лицам за их вклад в восстановление и защиту окружающей среды.

### Действие для Сельского Возрождения
Действие для Сельского Возрождения — многоэтапная программа, нацеленная на улучшение состояния здоровья и качества жизни сельской бедноты. Была создана Садхгуру в 2003 году. По состоянию на 2010 год программа охватила более 4200 деревень, коснувшись более 7 миллионов человек.

### Иша Видхья

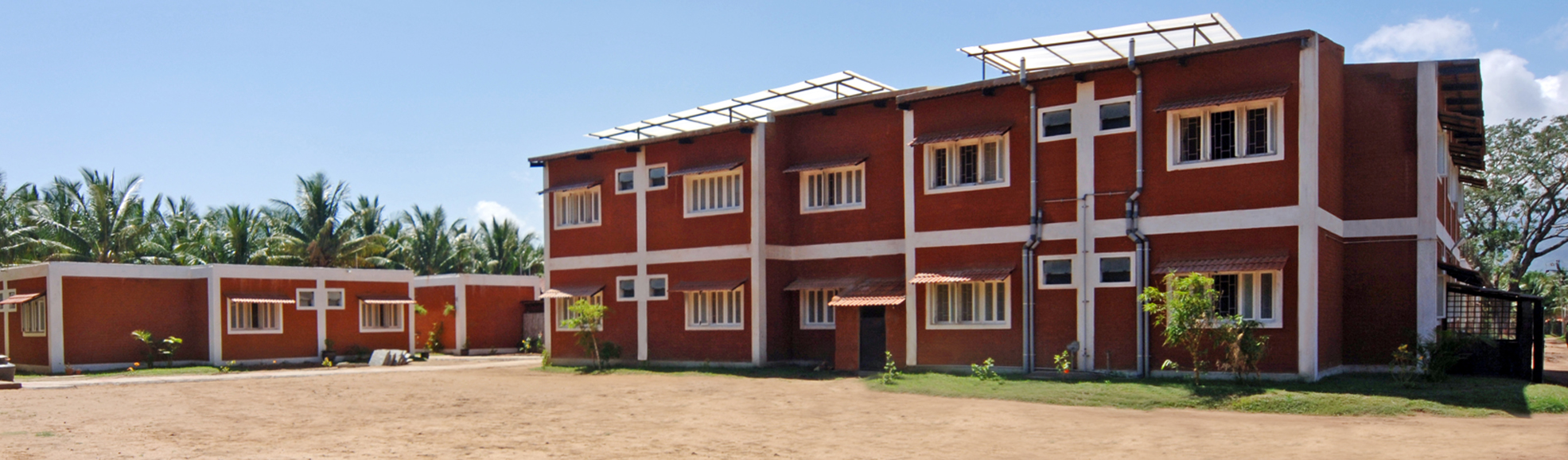
Школа Иша

Иша Видхья — образовательная инициатива, направлена на повышение уровня образования и грамотности в сельских районах Индии путем обеспечения качественного обучения на английском языке с помощью  компьютера. Семь школ Иша Видхья обучают около 3000 студентов.

### Сплочение ради рек
Сплочение Ради Рек — кампания, запущенная Фондом Иша для решения проблемы нехватки воды в Индии и повышения сознательности в деле защиты рек. Садхгуру запустил кампанию 3 сентября из Йога Центра Иша в Коимбатуре. 3 октября, после месячной общенациональной кампании, Садхгуру представил Нарендре Моди проект предложения по возрождению рек. Шесть штатов (Карнатака, Ассам, Чхаттисгарх, Пенджаб, Махараштра и Гуджарат) подписали с Фондом Иша соглашения по поводу посадки деревьев вдоль берегов рек. Национальный институт трансформации Индии и Министерство водных ресурсов сформировали комиссии для изучения предложения. В ноябре на конференции в Германии исполнительный директор Программы ООН по окружающей среде Эрик Солхейм обсуждал инициативу Сплочение Ради Рек с Садхгуру. Было отмечено, что экологические программы по всему миру могут следовать ее успешному примеру.

## Внешние ссылки
- Official Website of Isha Foundation
- http://isha.sadhguru.org/